# 매산로
매산로는 대한민국 경기도 수원시의 도로이다. 수원역과 팔달문을 이어주는 주요 도로이다. 국도 제42호선, 국가지원지방도 제98호선이 지나간다. 길이는 약 1.8km이다.

## 노선
| 교차로명                   | 교차 도로명      | 소재지         |
| 수원시                     | 수원시           | 수원시         |
| -------------------------- | ---------------- | -------------- |
| 수원역광장 교차로 (수원역) | 덕영대로         | 매산동         |
| 매산 사거리                | 갓매산로         | 매산동         |
| 도청 오거리                | 효원로, 고화로   | 매산동         |
| 매산119안전센터            | 세류로           | 매산동, 매교동 |
| 여성회관 사거리            | 매산로116번길    | 매교동         |
| 교동 사거리                | 정조로           | 매교동, 행궁동 |
| 이름 없음                  | 수원천, 수원천로 | 행궁동, 인계동 |

## 주요 시설
- 경기도 수원시 팔달구 매산로 41 (매산로2가) : 매산동 주민센터
- 경기도 수원시 팔달구 매산로 61 (매산로3가) : 수원세무서
- 경기도 수원시 팔달구 매산로 89 (매산로3가) : 매산119안전센터
- 경기도 수원시 팔달구 매산로 119 (교동) : 수원시가족여성회관
- 경기도 수원시 팔달구 매산로 138 (교동) : 이춘택병원

## 특징
- 이 도로는 근처에 있는 향교로와 평행하다.
- 이 도로는 국도 제42호선 등이 지나가다 보니 상습정체구간이다.
- 수원 도시철도 1호선이 이 도로를 따라 설치된다는 계획이 있다

## 매산로116번길
매산로116번길은 여성회관 사거리에서 수원천을 거쳐서 수원고 삼거리(정조로)를 잇는 도로이다.